# Signmark
Marko Vuoriheimo, artísticamente conocido como Signmark, es un rapero finlandés. Su mayor peculiaridad reside en que es sordo de nacimiento e interpreta todos sus temas en lengua de signos.

## Biografía
De pequeño comenzó a interesarse por la poesía y, a pesar de su sordera, también prestó interés en la música a través de los videoclips. Debido a su discapacidad, Marko comenzó a traducir temas populares a lengua de signos para "cantarlas" en fiestas, y sus amigos lo convencieron para que comenzase a componer temas.
En 2004 dos amigos oyentes llamados Kim Eiroma (DJ Sulava) y Heka Soini (Mahtotapa) le convencen para formar un grupo musical de rap, que toma a Marko como miembro principal. Ellos le ayudan cantando los temas, mientras que Signmark rapea con las manos, empleando lengua de signos y al compás de las vibraciones. Todas sus letras están adaptadas para sordos.
La producción del primer álbum, que salió a la venta en noviembre de 2006, fue independiente a partir de los ahorros de sus miembros. Poco después, la propuesta llamó la atención de varios promotores que comenzaron a contratarlo en conciertos, llegando a actuar no solo en Finlandia sino en otros países como Japón o Estados Unidos. En el año 2007 Signmark actuó en Madrid (España).
Marko y su grupo lanzaron un segundo álbum en 2009 y que cuenta con la colaboración de la Asociación de Sordos de Finlandia, que ha financiado parte del trabajo. Ese mismo año, Signmark se presentó a la preselección finlandesa para acudir al Festival de la Canción de Eurovisión 2009 con el tema Speakerbox, que cuenta con la colaboración del cantante Osmo Ikonen. En la final quedó en segundo lugar por detrás del grupo eurodance Waldo's People. Tras esa participación, firmó un contrato con la multinacional Warner Music.

## Discografía
- Signmark (2006)
- Breaking the rules (2010)
- Silent Shot (2014)